# Miagrammopes rimosus
Miagrammopes rimosus es una especie de araña araneomorfa del género Miagrammopes, familia Uloboridae. Fue descrita científicamente por Simon en 1886.
Habita en Tailandia y Vietnam.